# Winzer Krems

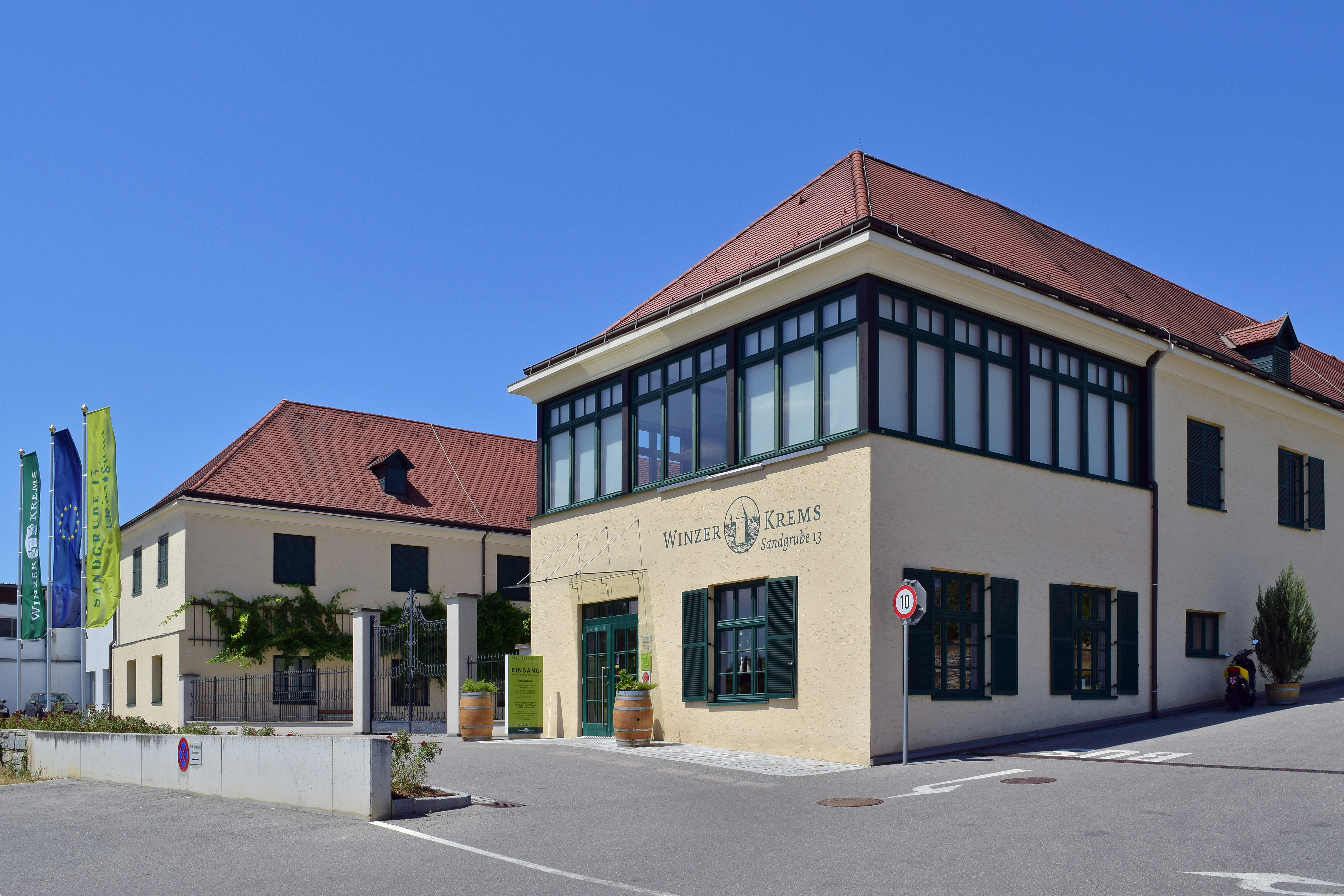
Winzer Krems, Sandgrube 13

Die Winzer Krems sind Österreichs größter Weinproduzent mit Sitz in Krems an der Donau in Niederösterreich. Die Erzeugergemeinschaft vereint rund 750 Winzer.
Die Gründung der Genossenschaft wurde am 13. April 1938 von der Hauerinnung Krems und Stein beschlossen, die Gründung selbst fand am 3. Juli 1938 statt. Seit Oktober 2020 ist Florian Stöger der Vorstandsvorsitzende, Geschäftsführer ist Ludwig Holzer seit 2019.

## Sorten, Weine
Der Großteil der angebauten Weinreben gehört zu den Sorten Grüner Veltliner (57 %), Blauer Zweigelt (19 %) und Riesling (7 %). Die Weine werden in den Lagen Sandgrube, Goldberg, Wachtberg, Kremsleiten und Pfaffenberg auf insgesamt 990ha Fläche von den Winzern angebaut und in der Sandgrube 13 weiterverarbeitet, zusätzliche Läger gibt es in Villach, Eugendorf und Passau gibt es eine Niederlassung.
Winzer Krems nimmt jährlich an vielen nationalen und internationalen Weinwettbewerben teil. Im Falstaff Weinguide 2024/25 wurde die Premiumweine mit 93 Punkten für Ried Kremser Wachtberg Grüner Veltliner und 92 Punkte für Ried Kremser Weinzierlberg Grüner Veltliner ausgezeichnet. Der MUNDUS VINI – Grand International Wine Award zählt seit 20 Jahren zu den bedeutendsten, staatlich anerkannten Weinwettbewerben der Welt – der Weinmanufaktur Grüner Veltliner 2022 erhielt im Jahr 2023 eine Goldmedaille und wurde darüber hinaus als „Best of Show Austria white in retail markets“ ernannt. Das Weingut produziert außerdem Rotwein, Rosé, Sekt und Traubensäfte und hält auch ein Sortiment von Jahrgangsweinen vorrätig.

## Traubenverarbeitung
Die Weißweintrauben werden als ganze Trauben ohne Maischung und Entrappung direkt in pneumatischen Pressen entsaftet. Der Most vergärt bei ständiger Temperaturkontrolle in Edelstahlfässern, der weitere Ausbau erfolgt reduktiv mit kaltsteriler Abfüllung unter Sauerstoffausschluss.
Die Rotweine werden durch klassische Maischegärung gewonnen, ausgewählte Weine reifen nach der Gärung in kleinen Eichenholzfässern.

## Geschichte

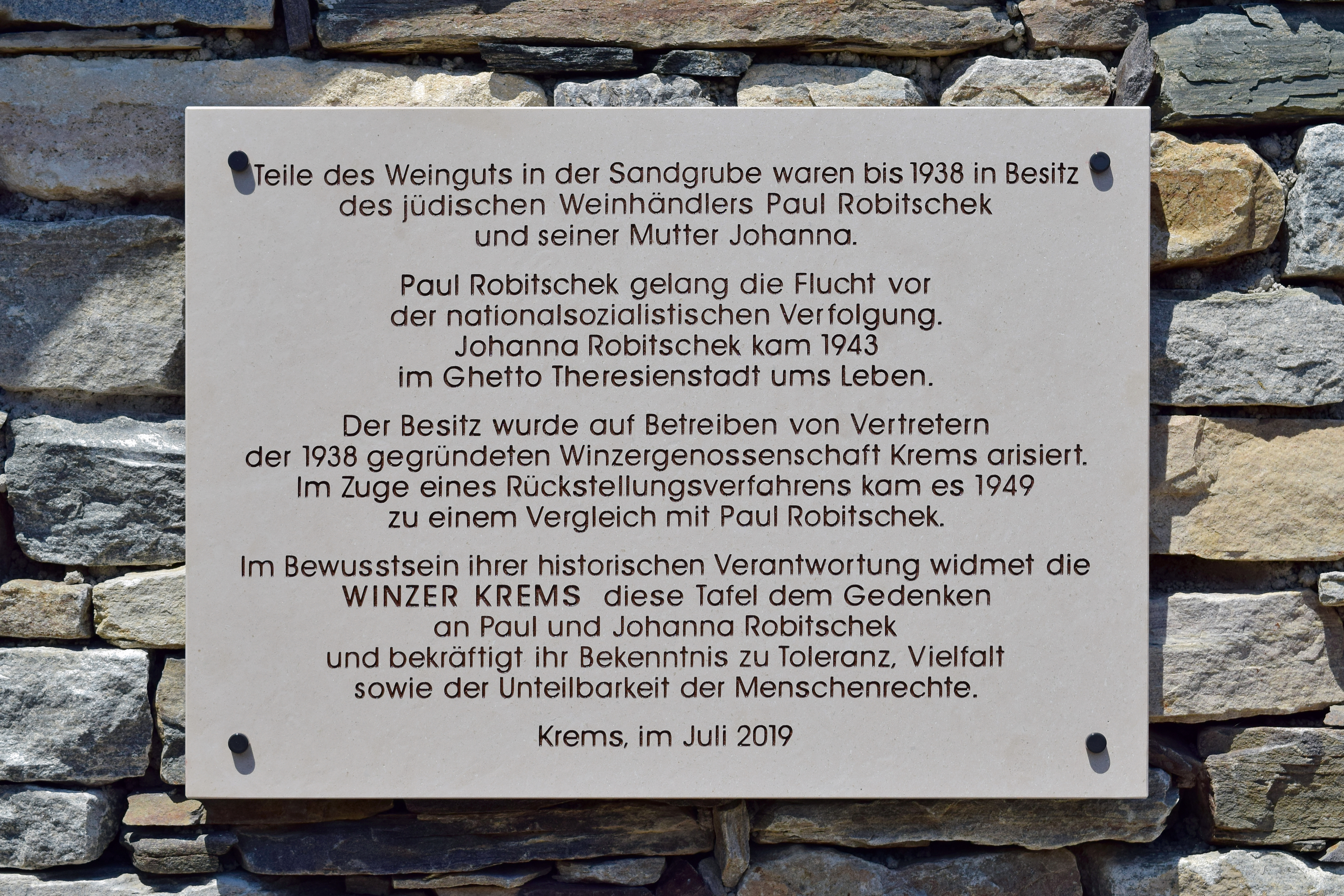
Gedenktafel für Paul und Johanna Robitschek

Die Keller der Winzer Krems in der Sandgrube befanden sich im Eigentum des jüdischen Weinhändlers Paul Robitschek und seiner Mutter Johanna. Die Arisierung der ursprünglich Paul Robitschek gehörenden Weingüter thematisierte 2018 der historische Roman Wein des Vergessens. Als Reaktion auf die Veröffentlichung des Romans haben die Winzer Krems eine umfassende wissenschaftliche Aufarbeitung dieser Aspekte ihrer Geschichte angekündigt. Als Beraterin für diesen Zweck wurde die ehemalige Leiterin des Dokumentationsarchivs des österreichischen Widerstands, Brigitte Bailer-Galanda, beigezogen. Im Juli 2019 wurde an der Hiata-Hütte der Sandgrube 13 eine Gedenktafel für Paul und Johanna Robitschek enthüllt.